# Etienne-Paul-Emile-Marie Beynet
Etienne-Paul-Emile-Marie Beynet, francoski general, * 29. oktober 1883, † 9. april 1969.